# Локти (Соловецкое сельское поселение)
Локти — деревня в Нижнеомском районе Омской области. Входит в состав Соловецкого сельского поселения.

## История
В 1928 г. село Локти (л.б.) состояло из 154 хозяйств, основное население — русские. Центр Локтевского сельсовета Калачинского района Омского округа Сибирского края.

## Население
| 2010 |
| ---- |
| 114  |